# Бюклинг
Мне подали по-весеннему зелёный суп с петрушкой, фиалково-синюю капусту, жареную телятину, величиною с Чимбо-расо в миниатюре, а также особого рода копчёных сельдей, называемых бюкингами, по имени изобретателя их, Вильгельма Бюкинга, умершего в 1447 году и пользовавшегося благодаря своему изобретению таким уважением Карла V, что последний anno 1556 ездил из Миддельбурга в Бивлид, в Зеландию, с единственной целью взглянуть на могилу этого великого человека.
Бю́клинг (нем. Bückling) — немецкая горячекопчёная с головой атлантическая сельдь. Название происходит от нижненемецкого bückinc — «козёл», с которым предположительно ассоциируется запах этого рыбного продукта. По другой версии, копчёную сельдь назвали по фамилии её изобретателя Вильгельма Бюкинга. В зависимости от рецепта сельдь предварительно потрошат и солят. Различают следующие сорта бюклинга: малый (из неразделанной рыбы небольшого размера), деликатесный (из разделанной на колодку) и филе бюклинга (филе горячего копчения). Бюклинг обычно сервируют с картофелем в салатах и вторых блюдах.
В наиболее старых рецептах сельдь коптили целиком, особо ценной в таком продукте считалась копчёная сельдевая икра. Внутренности сельди часто поражены нематодами, поэтому с 1987 года в Германии при продаже бюклинга обязательно указание на возможное содержание в продукте нематодов. По традиции на бюклинг шла сельдь, выловленная в середине лета, в настоящее время вылов сельди на бюклинг ведётся с февраля по ноябрь. Бюклинг имеется в продаже круглогодично, поскольку на его производство идёт также замороженная рыба.
Бюклинг с яйцом упоминается в поэме Генриха Гейне «Германия. Зимняя сказка» наряду с другими традиционными старогерманскими продуктами — квашеной капустой и жирными сосисками.